# بابی اندر
بابی اندر (انگلیسی: Bobby Edner؛ زادهٔ ۵ اکتبر ۱۹۸۸) خواننده-ترانه‌پرداز، صدا پیشه، بازیگر سینما و بازیگر تلویزیون اهل ایالات متحده آمریکا است. وی از سال ۱۹۹۲ میلادی تاکنون مشغول فعالیت بوده‌است.
از فیلم‌ها یا برنامه‌های تلویزیونی که وی در آن نقش داشته‌است می‌توان به بچه‌های جاسوس ۳: بازی باخته اشاره کرد.